# 蘭山縣
蘭山縣，中国旧县名。
唐代置，尋省。今有蘭山社，在山東省臨沂市蘭山區南九十里，明代省入沂州；清代置蘭山縣，為山東沂州府治；民國三年（1914年），改縣曰臨沂。今兰山区因辖区属兰山县而得名。